# Alburnus arborella
Alburnus arborella är en fiskart som först beskrevs av Bonaparte, 1841.  Alburnus arborella ingår i släktet Alburnus och familjen karpfiskar. IUCN kategoriserar arten globalt som livskraftig. Inga underarter finns listade i Catalogue of Life.

## Bildgalleri

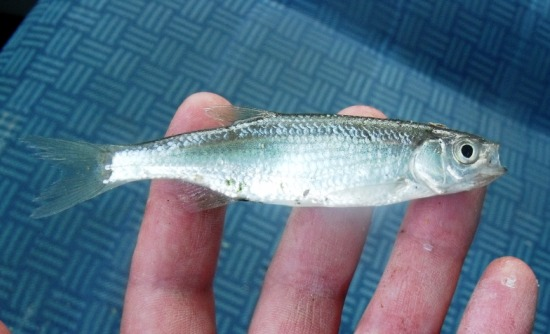